# Polina Demidowna Bachmutkina
Polina Demidowna Bachmutkina (russisch Полина Демидовна Бахмуткина; englische Schreibweise Polina Bakhmutkina; * 25. April 1999) ist eine russische Tennisspielerin.

## Karriere
Burdina spielt vor allem bei Turnieren der ITF Women’s World Tennis Tour, wo sie einen Titel im Einzel und fünf im Doppel gewinnen konnte.

## Turniersiege

### Einzel
| Nr. | Datum           | Turnier   | Kategorie   | Belag | Finalgegnerin     | Ergebnis      |
| --- | --------------- | --------- | ----------- | ----- | ----------------- | ------------- |
| 1.  | 1. Oktober 2017 | Schymkent | ITF $15.000 | Sand  | Uljana Aisatulina | 3:6, 6:0, 6:4 |

### Doppel
| Nr. | Datum              | Turnier          | Kategorie   | Belag             | Partnerin         | Finalgegnerinnen                      | Ergebnis          |
| --- | ------------------ | ---------------- | ----------- | ----------------- | ----------------- | ------------------------------------- | ----------------- |
| 1.  | 4. August 2018     | Savitaipale      | ITF $15.000 | Sand              | Elena Malõgina    | Astrid Wanja Brune Olsen Malene Helgø | 6:4, 1:6, [10:5]  |
| 2.  | 27. Juli 2019      | Tampere          | ITF W15     | Hartplatz (Halle) | Noel Saidenowa    | Isabella Bozicevic Anastasia Kulikova | 6:2, 6:3          |
| 3.  | 27. August 2022    | Wanfercée-Baulet | ITF W15     | Sand              | Anna Zyryanova    | Marija Berhen Agustina Chlpac         | 6:4, 6:3          |
| 4.  | 19. August 2023    | Duffel           | ITF W15     | Sand              | Chelsea Vanhoutte | Kolie Allen Ema Kovacevi              | 7:5, 6:4          |
| 5.  | 15. September 2023 | Dijon            | ITF W15     | Sand              | Chelsea Vanhoutte | Astrid Lew Yan Foon Marie Mettraux    | 6:72, 6:4, [10:8] |